# Reedham
Reedham – wieś w Anglii, w hrabstwie Norfolk, w dystrykcie Broadland. Leży 20 km na wschód od Norwich i 165 km na północny wschód od Londynu. Miejscowość liczy 925 mieszkańców.
Położona jest w sąsiedztwie obszaru chronionej przyrody The Broads.